# خدمات بهداشتی و پزشکی در کوبا
حکومت کوبا دارای یک سامانهٔ بهداشتی ملی است و مسئولیت‌های مالی و اجرایی ارائهٔ خدمات بهداشتی به تمامی شهروندان کوبا به عهدهٔ این سازمان است. هیچ بیمارستان یا درمانگاه خصوصی در کوبا وجود ندارد و ارائهٔ تمامی خدمات بهداشتی توسط دولت صورت می‌گیرد. وزیر کنونی بهداشت در کوبا خوزه رومن بالگور است.
نگرانی‌های کلی در مورد بیماری و میزان و مرگ و میر نوزادان در دههٔ ۱۹۶۰ در کوبا وجود داشت. اما در دههٔ ۱۹۸۰ این نگرانی‌ها از بین رفت. چرا که از آن زمان به بعد در وضعیت بهداشتی کوبا پیشرفت‌های قابل توجهی صورت گرفت. در حال حاضر، بر اساس آمارهای دولتی، میزان شیوع ایدز به ازای واحد جمعیت در کوبا تنها یک ششم میزان ایدز در آمریکا است. همچون سایر بخش‌های اقتصادی کوبا، تحقیقات فراوان همگی حاکی از آن هستند که وضعیت بهداشت این کشور نیز پس از اعمال تحریم‌ها علیه این کشور توسط آمریکا ضربهٔ شدیدی خورد. البته قطع یارانه‌های دریافتی از شوروی نیز بی‌تاثیر نبود. بر اساس آمارهای دولتی، کوبا یکی از بالاترین آمارهای «امید زندگی» در منطقه را دارا است. به عبارتی دیگر میانگین «امید زندگی» در این کشور ۷۷٫۶۴ سال است. (تنها پایین‌تر از آمریکا با میانگین ۷۸٫۱۱ سال عمر)). آمارهای ارائه شده توسط حکومت کاسترو نشان‌دهنده وضعیت مناسب و پیشرفته این کشور هستند، اما برخی از کارشناسان می‌گویند که با این آمارهای ارائه شده توسط حکومت کاسترو باید با شک و تردید برخورد شود. این آمارها نه توسط نهادهای مستقل، بلکه به صورت رسمی توسط حکومت کاسترو منتشر شده‌است. آمارها در این کشور شفاف نیست و نهادهای مستقل نیز اجازه ورود و بررسی را ندارند. در کوبا «انتقاد عمومی از دولت جرم است» و بیماران حقی برای انتقاد از وضعیت پزشکی ندارند. حتی برای محققان نیز گزارش و استخراج روایت‌های انتقادی پزشکی جرم محسوب می‌شود. برخی گزارش‌های مستقل نیز به وضعیت نامناسب مراقتب‌های پزشکی برای بیماران کوبایی و در مقابل وضعیت مناسب برای بیماران خارجی و مقامات حزب کمونیستی اشاره می‌کنند. برخی توریست‌های درمانی نیز که برای درمان به کوبا سفر کرده‌اند، گفته‌اند که کوبا برخی خدمات درمانی را تبلیغ می‌کند که قادر به ارائه آنها نیست. تجربه و تحقیق پژوهشگران در دیگر کشورهای کمونیستی همچون شوروی و جمهوری خلق چین نشان می‌دهد که این حکومت‌ها برای نشان دادن موفق بودن انقلاب خود، با دخالت‌های سیاسی در امور بهداشتی در آمارها به‌طور عامدانه دست می‌برند تا اثبات کنند که در ایجاد یک مدینه فاضله موفق شده‌اند، در حالیکه اجازه بررسی و راستی آزمایی نیز به دیگر نهادهای مستقل را نمی‌دهند.
فرستادن پزشکان به کشورهای مختلف و فقیر، یا همان پزشکی انترناسیونال یکی از اهداف ایدئولوژیکی حکومت کمونیستی کوبا بوده‌است. امروزه به علاوه بر اهداف ایدئولوژیکی، دولت کوبا از صادرات پزشکان درآمد ارزی نیز کسب می‌کند. کمیساریای عالی حقوق بشر سازمان ملل متحد بر اساس گزارش‌های موجود و شرایط سخت کاری پزشکان صادر شده، ارسال آنها از کوبا را نوعی بردگی معاصر، کار اجباری و خلاف حقوق کارگران دانست. پزشکان ارسال شده توسط کوبا در صورت درخواست بازگشت با مجازات زندان روبرو می‌شوند. بنیاد کوبایی‌ها در آمریکا نیز در بیانیه‌ای اعلام کرد که پزشکان کوبایی «کارگران برده» هستند که چهره حکومت کوبا را به عنوان یک کشور اهدا کننده نشان می‌دهند، اما با دستمزد ناچیزی کار می‌کنند و «دولت کوبا این پزشکان را به عنوان کالا صادر می‌کند.» همچنین در این بیانیه ذکر شده‌است شده است که دولت کوبا ۷۰ تا ۹۰ درصد حقوق پزشکان را برای خود برمی‌دارد. گزارش شده‌است که پزشکان کوبایی شاغل در خارج از کشور، تحت نظارت «مراقبان» و تحت قانون منع رفت و آمد قرار می‌گیرند.

## سیر تاریخی
در دههٔ ۱۹۵۰، کوبا یکی از بهترین خدمات پزشکی را در قاره آمریکا دارا بود و فاصله‌ای با کیفیت خدمات بهداشتی در آمریکا و کانادا نداشت. کوبا یکی از پیشگامان در معیار «امید زندگی» بود و تعداد پزشکان به ازای هر هزار نفر جمعیت در کوبا از بریتانیا، فرانسه و هلند نیز بالاتر بود. همچنین در آمریکای لاتین پس از اروگوئه و آرژانتین رتبهٔ سوم متعلق به کوبا بود.
با این وجود نابرابری‌هایی وجود داشت. چرا که اکثر پزشکان کوبا در شهرها و مناطق مهم حضور داشتند و شرایط در مناطق روستایی و به ویژه در اورینت (Oriente) به طرز قابل توجهی با مشکل مواجه بود. به عبارت دقیق تر، تنها ۸ درصد جمعیت روستانشین به امکانات بهداشتی-درمانی دسترسی داشتند. اما در مجموع، میزان مرگ و میر در این کشور بسیار پایین بود (سومین کشور جهان) و طبق آمار سازمان بهداشت جهانی، کوبا دارای پایین‌ترین میزان مرگ و میر نوزادان در آمریکای لاتین بود.

### پس از انقلاب
پس از انقلاب و متعاقب اعمال تحریم کوبا توسط آمریکا، میزان بیماری و مرگ و میر نوزادان در دههٔ ۱۹۶۰ افزایش یافت.
دولت جدید کوبا، به حمایت از خدمات بهداشتی همگانی برخاست. در ۱۹۶۰ یک پزشک و انقلابی به نام چه‌گوارا اهداف خود را برای آیندهٔ خدمات بهداشتی در کوبا در یک مقاله تحت عنوان «در باب پزشکی انقلابی» ارائه کرد. در این کتاب چنین آمده‌است:
کاری که امروز به وزارت بهداشت و سازمان‌های مشابه، سپرده می‌شود ارائهٔ خدمات بهداشتی همگانی برای بیشترین تعداد افراد ممکن، طرح‌ریزی برنامه‌های پزشکی در رابطه با پیش‌گیری از بیماری‌ها، و راهنمایی مردم برای انجام فعالیت‌های بهداشتی است.
این اهداف، تقریباً پس از مدت ناچیزی، به دلیل مهاجرت دسته‌جمعی نزدیک به نیمی از پزشکان کوبا به آمریکا، و ترک کشور مختل شد. پس از این اتفاق، کوبا تنها دارای ۳۰۰۰ پزشک و ۱۶ پروفسور در بخش پزشکی دانشگاه هاوانا بود. در ابتدای دههٔ ۱۹۶۰، وزارت بهداشت و خدمات درمانی برنامه‌ای را برای ملی‌سازی و بومی‌سازی خدمات پزشکی و درمانی آغاز کرد.
در ۱۹۷۶، برنامه‌های خدمات درمانی-پزشکی کوبا در اصل ۵۰ نسخهٔ تجدیدنظر شده قانون اساسی کوبا چنین عنوان شد:
این حق همهٔ انسان‌ها ست که به خدمات و مراقبت‌های بهداشتی دسترسی داشته باشند. دولت این حق را با ارائهٔ مراقبت‌های پزشکی و بیمارستانی رایگان تضمین می‌کند. به عبارت دقیق‌تر، از طریق تأسیس شبکهٔ خدمات پزشکی روستایی، درمانگاه‌های چندگانه، بیمارستان‌ها، مراکز پیشگیری و درمان تخصصی، ارائهٔ رایگان خدمات دندانپزشکی، ترویج کمپین‌های عمومی بهداشت، آموزش بهداشت، معاینه‌های پزشکی منظم، واکسیناسیون عمومی و سایر معیارهای سنجش برای پیشگیری از شیوع بیماری‌ها. تمامی قشرها جامعه در این فعالیت‌های و برنامه‌ها از طریق سازمان‌های اجتماعی و مردمی شرکت می‌کنند.
نسبت تعداد پزشک به بیمار در کوبا طی نیمهٔ دوم قرن بیستم به شکل چشمگیری افزایش یافت. به عبارت دقیق‌تر، از ۹٫۲ پزشک به ازای هر ۱۰ هزار نفر در سال ۱۹۵۸، به ۵۸٫۲ پزشک به ازای هر ۱۰ هزار نفر در سال ۱۹۹۹. در دههٔ ۱۹۶۰، کوبا، برنامه واکسیناسیون‌های همگانی را پیاده کرد. این اقدام باعث ریشه‌کن شدن بسیاری از بیماری‌های واگیردار از جمله فلج اطفال و سرخجه شد. هر چند که برخی بیماری‌ها طی دورهٔ خاص (فشار اقتصادی) در دههٔ ۱۹۹۰ افزایش یافت (نظیر آبله مرغان، هپاتیت و سل). برنامه‌های دیگر شامل اقدام برای کاهش میزان مرگ و میر نوزادان در ۱۹۷۰ بود که به ویژه معطوف به مراقبت‌های والدینی و مربوط به مادر می‌شد.

### پس از فروپاشی شوروی
قطع شدن یارانه‌های ارسالی از شوروی باعث شد تا کوبا در اوایل دههٔ ۱۹۹۰ دچار قحطی شود. با این وجود دولت کوبا از دریافت کمک‌های غذایی، دارویی و مالی آمریکا به این کشور تا سال ۱۹۹۳ خودداری کرد.
در سال ۲۰۰۷ کوبا عنوان کرد که در حال کامپیوتری کردن و ایجاد شبکهٔ بانک خون ملی، تصویربرداری پزشکی و مربوط به کلیه است. کوبا پس از فرانسه، دومین کشور جهان است که دست به چنین اقداماتی زده‌است. کوبا در حال آماده‌سازی دفتر ثبت کامپیوتری امور بهداشت، سامانهٔ مدیریت بیمارستانی، مراقبت‌های بهداشتی اولیه، خدمات بخش آموزش، پروژه‌های ژنتیک پزشکی، علوم اعصاب، و نرم‌افزار آموزشی است. هدف از انجام این اقدامات، ارائهٔ خدمات بهداشتی با کیفیت بالا برای همهٔ مردم کوبا و به‌طور رایگان، افزایش متخصصان و ترقی پروژه‌های توسعهٔ تحقیقات می‌باشد. یک بخش مهم از این فرایند تضمین دستیابی تمامی واحدها و کارمندان سامانهٔ بهداشت ملی به وبسایت بهداشت و شبکهٔ اطلاعات کوبا(INFOMED) است.

### وضعیت کنونی
بر مبنای آمارهای سازمان بهداشت جهانی
- امید زندگی در کوبا برای مردان ۷۶٫۰ و برای زنان ۸۰٫۰ است. (میانگین جهانی ۶۸ سال)
- میزان مرگ و میر کودکان در کوبا ۸٫۷ در هر ۱۰۰۰ نفر است.
- میزان مرگ و میر بزرگسالان در کوبا ۱۳۱٫۸۵ در هر ۱۰۰۰ نفر
- مجموع هزینه‌های بهداشت به ازای هر نفر در کوبا ۳۶۳ دلار است. (۲۰۰۶)
- نسبت مجموع هزینه‌های بهداشت به تولید ناخالص داخلی در کوبا ۷٫۱٪ است. (۲۰۰۶)
- احتمال مرگ کودک قبل از ۵ سالگی: ۶ در هر ۱۰۰۰ نفر (میانگین جهانی ۶۵ نفر در هر هزار نفر)
- میزان شیوع ایدز: ۱ نفر در هر هزار نفر (میانگین جهانی ۸ نفر در هر هزار نفر)
- درصدی از جمعیت که در مناطق شهری زندگی می‌کنند: ۷۶٪ (میانگین جهانی ۵۰٪)
- میزان شیوع سل: ۲ نفر در هر هزار نفر (میانگین جهانی ۱۷۰ نفر در هر هزار نفر)
- میزان افراد چاق در جمعیت مذکر ۸٪ و در مؤنث ۱۵٫۴٪ است.
- ۹۵٫۲٪ جمعیت کوبا به آب آشامیدنی سالم دسترسی دارند.
- ۹۴٪ جمعیت کوبا دارای دستگاه‌های بازیافت آب و استفادهٔ مجدد از آن هستند.

## مقایسهٔ وضعیت خدمات بهداشتی پیش و پس از انقلاب
- امید زندگی در کوبا در سال ۱۹۵۵، ۶۳ سال بود.[۲۶] در ۱۹۶۰، ۶۳٫۹ سال بود.[۲۷] طبق آمار بانک جهانی در ۱۹۶۰ متوسط امید زندگی در جهان ۵۰٫۱۸ سال و در آمریکا ۶۹٫۷۷ سال بود.[۲۸] در سال ۲۰۰۷، امید زندگی در کوبا ۷۸٫۲۶ است. این در حالی ست که متوسط امید زندگی در جهان ۶۸٫۷۶ سال و در آمریکا ۷۷٫۹۹ است. (آمار بانک جهانی)[۲۹]
- میزان مرگ و میر کودکان قبل از ۵ سالگی در سال ۱۹۶۰ در کوبا ۵۴ نفر در هر ۱۰۰۰ نفر بود. (بانک جهانی)[۳۰] این در حالی بود که این میزان در آمریکا ۳۲٫۲ نفر در هر ۱۰۰۰ نفر و میانگین جهانی در ۱۹۷۰ (۱۹۶۰ موجود نیست) ۱۵۴٫۶۶ در هر هزار نفر بود.[۲۹] این آمار در سال ۲۰۰۷ برای کوبا ۶٫۵ نفر در هر هزار نفر، برای متوسط جهانی ۶۸٫۰۱ نفر در هر هزار نفر و برای آمریکا ۷٫۶۰ نفر در هر هزار نفر است.[۲۹]
- میزان مرگ و میر نوزادان در کوبا در سال ۱۹۵۷، ۳۲ نفر در هر هزار نفر بود.[۳۱] در سال‌های ۲۰۰۰–۲۰۰۵ این رقم ۶٫۱ در هر هزار نفر است. این رقم برای آمریکا ۶٫۸ در هر هزار نفر است.[۳۲] طبق آمار سازمان بهداشت جهانی در سال ۲۰۰۹ این رقم برای کوبا ۵، برای متوسط جهانی ۴۶، برای کشورهای با درآمد بالا ۶ و برای آمریکا ۶ است.[۳۳]
- کوبا در سال ۱۹۵۷، به ازای هر ۱۰۰۰۰۰ نفر دارای ۱۲۸ پزشک و دندانپزشک بود. این رقم قابل مقایسه با کشورهای اروپایی و بالاتر از تمامی کشورهای منطقه بود.[۳۴] در سال ۲۰۰۵، کوبا دارای ۶۲۷ پزشک و ۹۴ دندانپزشک به ازای هر ۱۰۰۰۰۰ نفر بود. این در حالی ست که در سال ۲۰۰۵، آمریکا دارای ۲۵۵ پزشک و ۵۴ دندانپزشک در ۱۰۰۰۰۰ نفر جمعیت بود.[۳۵]

### شاخص‌های سلامت

#### تغذیه
کوبا در سال ۱۹۶۲ یک برنامهٔ سهمیه‌بندی غذایی را با هدف تضمین دسترسی تمامی مردم کشور به مواد غذایی ضروری را آغاز کرد. طبق آمار سال ۲۰۰۷، دولت کوبا سالانه ۱ میلیارد دلار صرف یارانه‌های غذایی می‌کند. هزینه هر سبد غذایی برای یک نفر در فروشگاه‌های آمریکا در حدود ۵۰ دلار آمریکا است اما مردم در کوبا برای دریافت این سبد غذایی تنها حدود ۱٫۲۰ دلار می‌پردازند. این سبد غذایی شامل برنج، سبزیجات، سیب زمینی، نان، تخم مرغ، و مقدار کمی گوشت است. این سبد بین ۳۰ تا ۷۰ درصد از ۳۳۰۰ کیلوکالری انرژی که مردم کوبا به‌طور متوسط در روز مصرف می‌کنند را تأمین می‌کند. مردم بقیهٔ نیازهای غذایی خود را از فروشگاه‌های دولتی تینداس (Tiendas)، مغازه‌های بازار آزاد، شرکت‌ها، داد و ستد شخصی، باغ‌ها و زمین‌های خود و بازار سیاه خریداری می‌کنند. طبق تحقیقات سازمان بهداشت پان آمریکا در سال ۲۰۰۳، کالری دریافتی روزانه به ازای هر نفر در کشورهای مختلف به این شکل بود: (واحد: کیلوکالری)
- کوبا: ۳۲۸۶
- آمریکای لاتین: ۲۸۷۵
- آمریکا: ۳۷۵۴

#### مرگ و میر
میزان مرگ و میر (به علتی غیر از مرگ طبیعی) نزدیک به آمار مربوط به کشورهای جهان اول است. به این شکل که مرگ و میر بیشتر از آنکه به علت بیماری‌های مسری باشد، بر اثر مسائلی (نظیر سرطان، حملهٔ قلبی و نظیر آن) رخ می‌دهد.

#### سقط جنین
میزان سقط جنین در کوبا بالا است. این رقم در دههٔ ۱۹۸۰ به شکل نگران‌کننده‌ای افزایش یافت، اما در دههٔ بعد تا ۱۹۹۹ تقریباً به وضعیت عادی بازگشت و به سطح ۳۲ سقط در هر ۱۰۰ حاملگی (مشابه دههٔ ۱۹۷۰) رسید. با این وجود میزان سقط جنین در کوبا نسبت به سایر کشورهای آمریکای لاتین بالاتر است.

#### قتل
میزان قتل در کوبا ۵٫۵ نفر در هر ۱۰۰۰۰۰ نفر است. (آمار سال ۲۰۰۶) این در حالی است که میانگین جهانی ۷٫۱، اروپا ۵٫۴ می‌باشد.

#### خودکشی
میزان خودکشی در این کشور بالا است و این مسئله امری مربوط به دهه‌های اخیر نبوده و از قرن نوزدهم به این سو همواره این مسئله وجود داشته‌است. میزان خودکشی در سال بر ازای هر ۱۰۰۰۰۰ نفر طبق آمار سال ۲۰۰۳ تا ۲۰۰۵ برای کشورهای زیر به این شکل است:
- کوبا: ۱۳٫۶
- آمریکا: ۱۰٫۸
- آمریکای لاتین: ۵٫۸

#### خدمات پزشکی
در کوبا، مراقبت‌های پزشکی پیش‌گیرانه، آزمایش‌های تشخیص بیماری و داروها برای بیماران بستری در بیمارستان رایگان هستند. با این وجود برخی موارد پزشکی رایگان نیست. این موارد عبارتند از: داروهایی که برای مواردی غیر از بیماری تجویز می‌شوند، مشکلات شنوایی، دندان‌پزشکی، و فرایندهای اورتوپتیک، صندلی چرخ‌دار و عصای زیر بغل.
افراد می‌توانند این موارد را از فروشگاه‌های دولتی تهیه کنند. قیمت این موارد پایین است چرا که دولت برای آن‌ها یارانه در نظر گرفته‌است. برای بیمارانی که درآمد پایین دارند این موارد نیز رایگان است.

## انتقاد
در کوبا «انتقاد عمومی از دولت جرم است» و بیماران حقی برای انتقاد از وضعیت پزشکی ندارند. حتی برای محققان نیز گزارش و استخراج شکایت‌های پزشکی جرم است. آمارهای ارائه شده نیز نه مستقل، بلکه به صورت رسمی توسط حکومت کاسترو منتشر شده‌است. برخی از کارشناسان می‌گویند که با این آمارهای رسمی ارائه شده توسط حکومت کاسترو باید با شک و تردید برخورد شود. برخی گزارش‌های مستقل نیز به وضعیت بد بهداشت و پزشکی برای بیماران کوبایی و در مقابل وضعیت مناسب برای بیماران خارجی و مقامات حزب کمونیستی اشاره می‌کنند. تجربه و تحقیق پژوهشگران در دیگر کشورهای کمونیستی نیز نشان می‌دهد که این حکومت‌ها برای نشان دادن موفق بودن انقلاب خود، در آمارها به‌طور عامدانه دست می‌برند تا نشان دهند که در ایجاد یک مدینه فاضله موفق شده‌اند، در حالیکه اجازه راستی آزمایی نیز به دیگر نهادهای مستقل را نمی‌دهند. شاخص‌ها را حکومت از قبل مشخص می‌کند و دیگر بخش‌ها تلاش می‌کنند تا به آنها برسند. در مورد شاخص پایین مرگ و میر نوزادان، بر اساس تحقیقات تجربی یک پژوهشگر، برای رسیدن به یک آمار مناسب و پایین، در صورت ملاحظه برخی ناهنجاری در جنین، عملیات سقط جنین صورت می‌پذیرد. همچنین برای نشان دادن برخی شاخص‌های بهداشتی، حکومت کوبا هزینه‌های زیادی را به مردم تحمیل می‌کند و مردم نیز حق اعتراض به آن را ندارند. برخی توریست‌های درمانی نیز که برای درمان به کوبا سفر کرده‌اند، گفته‌اند که کوبا برخی خدمات درمانی را تبلیغ می‌کند که قادر به ارائه آنها نیست.
مقاله ای در روزنامه کانادایی نشنال پست، بر اساس مصاحبه‌های کوبایی‌ها، نشان می‌دهد که در واقع حتی رایج‌ترین مواد دارویی مانند آسپیرین و آنتی‌بیوتیک‌ها به‌طور واضح وجود ندارند یا فقط در بازار سیاه موجود هستند. جراحان فاقد لوازم اولیه هستند و باید از دستکش لاتکس استفاده مجدد کنند. بیماران باید بخیه‌های خود را در بازار سیاه بخرند و ملافه و غذا را برای مدت طولانی بستری در بیمارستان تهیه کنند. دولت کوبا علت این کمبودها را تحریم می‌داند. درآمد پزشکان در کوبا پایین است و گزارش‌هایی نیز از دریافت رایج زیرمیزی توسط پزشکان وجود دارد.